# Vodable
Vodable är en kommun i departementet Puy-de-Dôme i regionen Auvergne-Rhône-Alpes i centrala Frankrike. Kommunen ligger i kantonen Issoire som tillhör arrondissementet Issoire. År 2022 hade Vodable 188 invånare.

## Befolkningsutveckling
Antalet invånare i kommunen Vodable
| Referens: INSEE |